# Katrin Heß

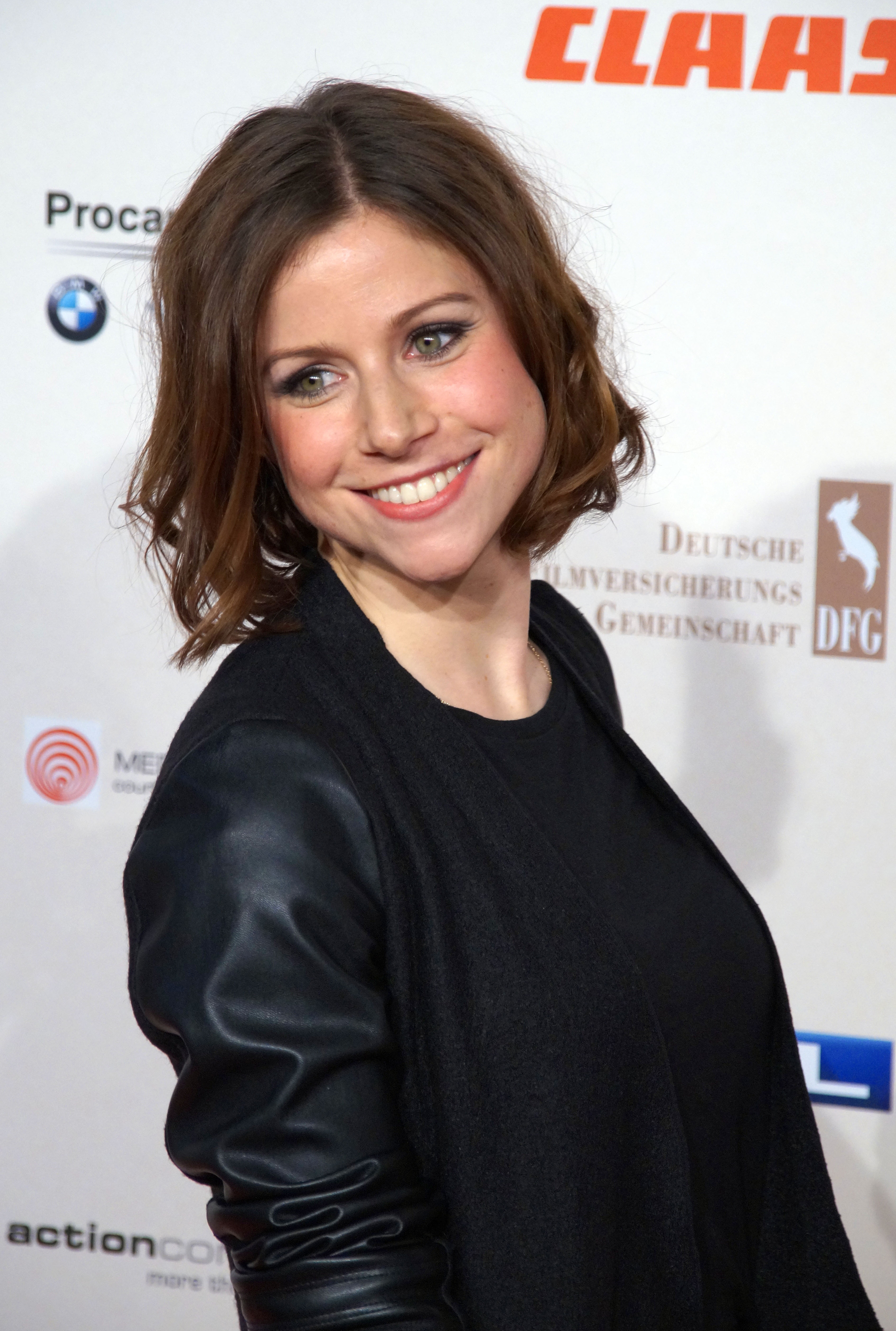
Katrin Heß (2016)

Katrin Heß (* 26. Juni 1985 in Aachen) ist eine deutsche Schauspielerin und Synchronsprecherin.

## Leben und Karriere
Heß absolvierte von 2004 bis 2007 eine Schauspielausbildung an der Arturo Schauspielschule in Köln. Zwischen Februar 2008 und September 2009 war sie in der ARD-Vorabendserie Verbotene Liebe in der Rolle der Judith Hagendorf zu sehen. 2008 übernahm Heß außerdem in Folge 74 der RTL-Actionserie 112 – Sie retten dein Leben die Episodenrolle der Pia Benning.
Seit März 2011 spielte sie in der RTL-Serie Alarm für Cobra 11 – Die Autobahnpolizei die Rolle der Jenny Dorn. 2013 hatte sie zum ersten Mal einen Großeinsatz an der Seite von Tom Beck in der Folge Das Große Comeback. Im Dezember 2017 gab sie ihren Ausstieg bekannt. Von 2018 bis 2019 war sie erneut in der Serie zu sehen.
2011 wirkte sie neben Ann-Kathrin Kramer und Stephan Kampwirth in dem turbulenten Familienfilm Alles Bestens mit. Im gleichen Jahr übernahm sie Episodenrollen in SOKO Köln und Countdown – Die Jagd beginnt. Es folgten weitere Auftritte, beispielsweise bei Danni Lowinski oder in Das Traumschiff.
2015 spielte sie an der Seite von Tom Beck in dem Sat1-Fernsehfilm Einstein die Rolle der Caro. Des Weiteren lieh sie dem Charakter Cirilla Fiona Elen Riannon (Ciri) in dem Videospiel The Witcher 3: Wild Hunt der polnischen Spieleschmiede CD Projekt ihre Stimme. Seit 2015 spielt sie außerdem die Rolle der Cindy Geldermacher in der WDR-Serie Meuchelbeck.
Im Oktober 2017 (Heft 11/2017) erschien eine erotische Bildstrecke im Männermagazin Playboy mit ihr.
Heß ist seit 2020 Mutter und wohnt in Niederzier-Hambach.

### Veganismus
Seit Januar 2015 ernährt sie sich vegan. Sie setzt sich öffentlich für eine vegane Lebensweise ein: „Für mich ist vegan sein kein Trend, sondern eine bewusste Entscheidung aus Liebe zu mir und zu den Tieren. Seitdem ich keine tierischen Produkte mehr esse, nehme ich meine Umgebung ganz anders wahr. Ich habe verstanden, dass nicht nur Hunde, sondern auch Kühe oder Schweine fühlende Individuen sind. Sie als ‚Nutztiere‘ zu sehen, ist für mich unvorstellbar. Jedes Tier hat das Recht auf ein glückliches und unversehrtes Leben.“

## Filmografie (Auswahl)
- 2008: 112 – Sie retten dein Leben (Fernsehserie, Folge 1x74)
- 2008–2009: Verbotene Liebe (Fernsehserie, Folge 3106–3464)
- 2011–2019: Alarm für Cobra 11 – Die Autobahnpolizei (Fernsehserie 107 Folgen)
- 2011: Alles Bestens
- 2011: Romeos
- 2011, 2016, 2022, 2024: SOKO Köln (Fernsehserie, 4 Folgen)
- 2011: Countdown – Die Jagd beginnt – Die Illegalen (Fernsehserie)
- 2012: Danni Lowinski – Babystorno (Fernsehserie)
- 2012: Die Garmisch-Cops – Traktorfahrt in den Tod (Fernsehserie)
- 2014–2016: Herzensbrecher – Vater von vier Söhnen (Fernsehserie, 22 Folgen)
- 2014: Das Traumschiff – Mauritius (Fernsehserie)
- 2014: Kommissar Dupin: Bretonische Verhältnisse
- 2015: Einstein (Fernsehfilm)
- 2015, 2019: Meuchelbeck (Fernsehserie, 7 Folgen)
- 2016: Heldt – Bochum innovativ (Fernsehserie)
- 2017: Hubert und Staller – Heisser Tod (Fernsehserie)
- 2018: Der Bergdoktor – Phantomschmerz (Fernsehserie)
- 2018: Frühling – Der Bergsteiger (Fernsehserie)
- 2018: Morden im Norden – Über den Tod hinaus (Fernsehserie)
- 2019: Inga Lindström – Auf der Suche nach dir (Fernsehserie)
- 2019: In aller Freundschaft – Die jungen Ärzte – Auf Anfang (Fernsehserie)
- 2019: Die Bergretter – Tod am Dachstein (Fernsehserie)
- 2019: Kroymann (Satiresendung, 1 Folge)
- 2020: Rentnercops – Langfristig untragbar (Fernsehserie)
- 2020: Letzte Spur Berlin – Urvertrauen (Fernsehserie)
- 2020: Die Kanzlei – Harte Worte (Fernsehserie)
- 2020: SOKO Kitzbühel – Der längere Atem (Fernsehserie)
- 2021: In aller Freundschaft – Feste Bande (Fernsehserie)
- 2022: Der Bergdoktor – Extreme (Fernsehserie)
- 2022: Der Staatsanwalt – Aus der Schusslinie (Fernsehserie)
- 2024: Bettys Diagnose – Wenn zwei sich lieben (Fernsehserie)
- 2025: SOKO Stuttgart: Waldesruh (Fernsehserie)
- 2025: Tatort: Fiderallala (Krimireihe)
- 2025: Praxis mit Meerblick – Neun Leben (Fernsehreihe)
- 2025: Praxis mit Meerblick – Romeo & Julia (Fernsehreihe)

## Rollen als Synchronsprecherin
- 2009: Summer Wars als Natsuki Shinohara (Film)
- 2009–2010: Fullmetal Alchemist: Brotherhood als Paninya (Serie)
- 2011: Schwerter des Königs – Zwei Welten als Junge Magd (Film)
- 2011: Blue Exorcist als Kashino (Serie)
- 2011–2014: Silk – Roben aus Seide als Izzy Calvin (Serie)
- 2012: Call the Midwife – Ruf des Lebens als Mary (Serie)
- 2012: Sorority Party Massacre als Holly Fanning (Film)
- 2012–2014: Magi: The Labyrinth of Magic als Aladin (Serie)
- 2014: Nisekoi: Liebe, Lügen & Yakuza als Ruri Miyamoto (Serie)
- 2015: The Witcher 3: Wild Hunt als Ciri (Videospiel)
- 2015: Cowboys vs. Dinosaurs als Jenny (Film)
- 2015: Danmachi – Is It Wrong to Try to Pick Up Girls in a Dungeon? als Hestia (Serie)
- 2015–2016: Girls und Panzer als Yukari Akiyama (Serie)
- 2016: Class als Tanya Adeola (Serie)
- 2017: Girls und Panzer als Yukari Akiyama (Film)
- 2017: Hostile als Juliette (Film)
- 2019–2021: Fast & Furious Spy Racers als Margaret „Echo“ Pearl (Serie)